# 廻由美子
廻 由美子（めぐり ゆみこ、Yumiko Meguri ）は日本のピアニスト。東京都出身。 桐朋学園高校音楽科、桐朋学園大学ピアノ科卒業。現在は同学科の教授を務めている。「テッセラ音楽祭・新しい耳」主催者。

## 略歴
4歳よりピアノを始める。 桐朋学園高校音楽科を経て桐朋学園大学ピアノ科を卒業後、インディアナ大学音楽学部アーティスト・ディプロマ・コースにてジョルジュ・シェベックに師事。
2007年から 「テッセラ音楽祭・新しい耳」を主催している。バッハなどの古典派から、武満徹などの現代の作曲家まで幅広いレパートリーを有しており、中でも現代音楽を専門としている。2021年3月現在までに、20枚近いCDをリリースしている。

## 受賞歴
- 2014年5月「レコード芸術アカデミー賞」ノミネート